# 一千零一夜 (1969年電影)
一千零一夜（日語：千夜一夜物語）是山本暎一導演、手塚治虫構思的1969年動畫電影。是蟲Production成人目標電影劇系列作品之一。